# Chaetacanthus (poliqueta)
Chaetacanthus é um género de poliquetas pertencente à família Polynoidae.
As espécies deste género podem ser encontradas na América.
Espécies:
- Chaetacanthus barbatus (Augener, 1910)
- Chaetacanthus brasiliensis de Quatrefages, 1866
- Chaetacanthus harrisae Salazar-Silva, López-Sánchez & Salazar-Vallejo, 2020
- Chaetacanthus magnificus (Grube, 1876)
- Chaetacanthus ornatus Salazar-Silva, López-Sánchez & Salazar-Vallejo, 2020
- Chaetacanthus pilosus (Treadwell, 1937)
- Chaetacanthus pomareae (Kinberg, 1856)